# Eurykleia (Tochter des Ekphas)
Eurykleia (altgriechisch Εὐρύκλεια Eurýkleia) ist eine Figur der griechischen Mythologie und die Tochter des Ekphas.
Nach Epimenides war sie die erste Gattin (oder eine Nebenfrau) des thebanischen Königs Laios und Mutter des Oidipus, bevor dieser Iokaste ehelichte, die demnach die Stiefmutter des Oidipus war. Dies steht im Widerspruch zu der Variante des Mythos, die die meisten antiken Autoren wiedergeben und nach der Iokaste (auch Epikaste) die leibliche Mutter des Oidipus war.